# Polul Democrat-Social din România
Polul Democrat-Social din România a fost o alianță electorală din România pentru alegerile din 2000 între Partidul Democrației Sociale in România (PDSR), Partidul Social-Democrat Român (PSDR) și Partidul Umanist Român (PUR).